# Transalley
Transalley est un technopôle international qui réunit entreprises, laboratoires de recherche et établissements de formation. Implanté à Valenciennes dans les Hauts-de-France, Transalley est un site de 34 hectares connecté à l’université polytechnique des Hauts-de-France, réunissant les acteurs de la filière Mobilités/Transports et à proximité de centres de recherche et d’essais. Inauguré en 2016, Transalley comptait en juillet 2019 plus de 60 entités, représentant 300 emplois sur le site,,,,,. 

## Présentation
Sur les ruines romaines de Famars, les entreprises, laboratoires de recherche et établissements de formation développent les mobilités et l'industrie du futur.
Transalley comprend un ensemble de bâtiments hébergeant un incubateur, une pépinière, un hôtel d’entreprises, un espace de cotravail. Il propose des équipements et espaces mutualisés. 

## Historique
En 2009, l’ambition des collectivités, université, pôles professionnels, CCI, et communes est de développer l’emploi, la R&D et l’innovation dans les mobilités. Les objectifs sont multiples : créer et implanter de nouvelles entreprises, favoriser les relations entreprises (PME, grands groupes)/laboratoires. Deux points sont déclencheurs du projet : la CAVM investit 19 millions d’€ dans le site et l’UPHF est labellisée campus innovant Transports Durables. Le lieu retenu pour Transalley est le mont Houy, sur les vestiges d’une cité gallo-romaine : Fanum Martis, zone d’activité du Ier au IVe siècle. 

## Gouvernance
Le pilotage, la coordination, l’animation et la promotion du projet Transalley sont assurés par l’Association Technopôle du Valenciennois créée en 2009. L’association est soutenue financièrement par Valenciennes Métropole, l’université polytechnique des Hauts-de-France, la CCI Grand-Hainaut, la région Hauts-de-France et l’Union européenne avec le Fonds européen de développement régional.

### Membres fondateurs
- Communauté d'agglomération Valenciennes Métropole
- Université polytechnique des Hauts-de-France
- Chambre de commerce et d'industrie Grand Hainaut
- Pôle de compétitivité i-Trans
- SIMOUV
- Ville de Valenciennes
- Communauté d'agglomération de la Porte du Hainaut